# گواتمالا
گواتِمالا (به اسپانیایی: Guatemala) یا به‌طور رسمی جمهوری گواتِمالا (به اسپانیایی: República de Guatemala) کشوری در آمریکای مرکزی است که از شمال و غرب با مکزیک، از جنوب غرب با اقیانوس آرام، از شمال شرق با بلیز، از شرق با دریای کارائیب و هندوراس و از جنوب شرق با السالوادور احاطه شده است.
جمعیت گواتمالا در حدود ۱۷٫۱ میلیون نفر است (پر جمعیت‌ترین کشور آمریکای مرکزی) و پایتخت آن شهر گواتمالاسیتی می‌باشد. از مهم‌ترین شهرهای آن نیز می‌توان به مکزیکو و ویلا نووا اشاره کرد. مساحت این کشور ۱۰۸٬۸۹۰ کیلومتر مربع است.
زبان رسمی این کشور زبان اسپانیایی، واحد پول آن کتزال و دین ۹۹ درصد از مردم آن مسیحیت است. از میان مسیحیان این کشور، حدود ۵۵ درصد کاتولیک، ۴۰ درصد پروتستان و ۳ درصد ارتودکس شرقی هستند.

حدود ۵۹ درصد از مردم آن از تبار مستیزو (دورگه سرخ‌پوست و اسپانیایی) و ۴۰٫۵ درصد نیز از سرخ‌پوستان مایا هستند، کمتر از یک‌درصد از مردم گواتمالا نیز سفیدپوست هستند. فراورده‌های صادراتی گواتمالا قهوه، شکر و موز است.
این کشور در سال ۱۸۲۱ از اسپانیا مستقل شد و هم‌اینک شیوه حکومتی آن دموکراسی و رئیس‌جمهور آن جیمی مورالس است.
گواتمالا در آمریکای مرکزی واقع شده و با چهار کشور مرز مشترک دارد. اقیانوس آرام در جنوب غربی و دریای کارائیب در شرق این کشور قرار دارند. این کشور به ۲۲ بخش تقسیم شده و پایتخت آن شهر گواتمالاست. بیشتر جمعیت در مناطق داخلی و در امتداد رشته‌کوه آتشفشانی سیرا مادره زندگی می‌کنند. سه شهر بزرگ گواتمالا، شهر گواتمالا، میکسکو و ویلا نوئوا، بخشی از یک کلان‌شهر مشترک هستند.
گواتمالا اختلاف مرزی حل‌نشده‌ای با بلیز دارد، اگرچه این موضوع جدی گرفته نمی‌شود. برخی گذرنامه‌های گواتمالا مرزی مشخص در نقشه بین این دو کشور نشان می‌دهند.
گواتمالا که از جمله یکی از فقیرترین کشورهای آمریکای مرکزی به‌شمار می‌آید، از جمله کشورهایی است که نرخ بیسوادی در آن بسیار بالاست و رئیس‌جمهور این کشور برای بهبود وضع آموزش زیر فشار قرار دارد. شمار جرایم جنایی در گواتمالا در سطح جهانی بسیار بالاست.
گواتمالا پس از استقلال از اسپانیا به امپراتوری مکزیک پیوست و تا مدت‌ها توسط دیکتاتورهایی که از سوی «کمپانی یونایتد فروت» پشتیبانی می‌شدند اداره می‌شد.
تاریخ گواتمالا شاهد حکومت دیکتاتورهای متحد با زمین‌داران بوده است. با این حال، در دههٔ ۱۹۵۰ جاکوبو آربنز، رئیس‌جمهوری، املاک بزرگ را مصادره کرده و میان روستاییان تقسیم کرد. وی به کمونیست بودن متهم گردید و در ۱۹۵۴ با کمک نظامی آمریکا به دست ارتش برکنار شد. پس از این دوره، در اواخر سده بیستم، گواتمالا درگیر یک جنگ داخلی ۳۶ ساله شد که تلفات جانی آن ۲۰۰ هزار نفر بود. در طول سال‌های جنگ داخلی حکومت نظامیان گواتمالا بسیاری از روستاهای محل سکونت قبیله‌هایی را که احتمال ارتباط آن‌ها با شبه نظامیان چپگرای این کشور می‌رفت، به شکلی سازمان‌یافته نابود کرد. اما پس از پایان جنگ، این کشور رشد اقتصادی به خود دیده و انتخابات دموکراتیک نیز در آن با موفقیت برگزار شده است. همچنین از تاریخ ۲۱ نوامبر ۱۹۴۵ در سازمان ملل متحد نیز عضو است. گواتمالا اولین کشور در قاره آمریکا بود که در سال ۱۸۲۱ استقلال خود را از اسپانیا اعلام کرد. گواتمالا یکی از ۲۲ کشوری است که تایوان را به عنوان یک کشور مستقل به رسمیت می‌شناسد.
نام گواتمالا ممکن است از واژه مایایی «ناهواتل» به معنای «سرزمین بسیاری از درختان» گرفته شده باشد یا از کلمه «گوهاتزمَل» به معنای «کوهی که آب از آن فوران می‌کند».
مردم مایا هنوز در گواتمالا زندگی می‌کنند. اگرچه تمدن مایا پایان یافته است، اما مردم آن همچنان زنده و فعال هستند. حدود ۴۰ درصد از جمعیت، خود را بومی آمریکایی معرفی می‌کنند و قبایل مختلف مایایی مانند کیچه، کاکچیکل، مام و کِکچی در این کشور حضور دارند.
این کشور دارای مکان‌های باستانی فراوان مایایی از جمله تیکال، ایکسکون، ال میرادور، ناکبه، سان بارتولو و یاشا است. شهر فلورس یک فرودگاه بین‌المللی دارد که به دلیل گردشگری در این مناطق بنا شده است. در گواتمالا ۲۱ زبان مایایی به رسمیت شناخته شده و محافظت می‌شوند. اسپانیایی این کشور به‌شدت تحت تأثیر زبان‌های مایایی قرار گرفته است. فرهنگ مایا دارای نظام‌های نوشتاری و عددی مخصوص خود بود که شامل مفهوم صفر نیز می‌شد. آن‌ها چرخه‌های مختلفی برای تقویم خود داشتند و زمان را به صورت دایره‌ای می‌دیدند. هنوز تبعیض و تنش اجتماعی علیه جمعیت مایایی در گواتمالا وجود دارد. بیشتر مردم گواتمالا کاتولیک هستند، اما برخی از سنت‌های محلی عناصر مایایی را در خود دارند.
گواتمالا سریع‌ترین رشد جمعیت را در نیمکره غربی دارد و جمعیت آن حدود ۱۶ میلیون نفر است. پس از بولیوی، این کشور بیشترین درصد جمعیت بومی کامل آمریکایی را دارد.
مناظر طبیعی این کشور شامل جنگل‌های بارانی استوایی، سواحل و آتشفشان‌هاست. گواتمالا بیش از ۲۰ آتشفشان دارد که سه تای آن فعال‌اند: فوئگو، پاکایا و سانتیاگیتو. بلندترین قله، آتشفشان خاموش تاجومولکو است. دریاچه آتیتلان عمیق‌ترین دریاچه در آمریکای مرکزی است.

## تاریخ

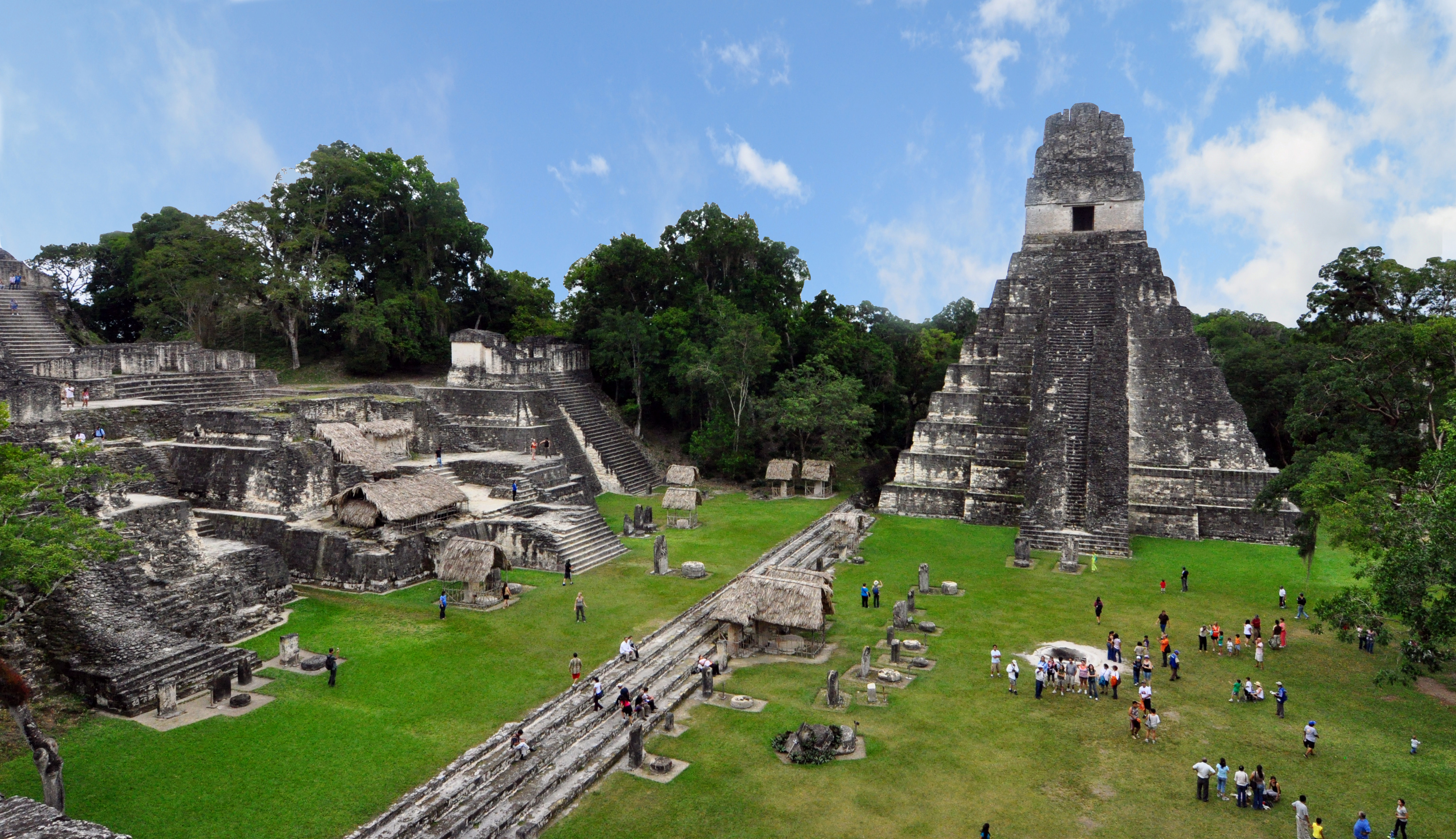
آثار باستانی مایایی تیکال.

نام گواتمالا از واژه «کوآئوه‌تِمالان» گرفته شده که در زبان سرخ‌پوستان ناهوآتل به معنای «مکان پردرخت» است.
مردم کنونی گواتمالا را باید از نوادگان مایاها دانست و مایاها در قرن‌های چهارم و پنجم میلادی تمدنی عظیم داشتند اما این تمدن و امپراتوری شهری در قرن نهم از پا درآمد در ۱۵۲۳ آلوارادو کاشف اسپانیائی این سرزمین را کشف و در نابودی و قتل‌عام سرخپوستان خونریزی فراوان کرد و سرزمین گواتمالا را از چنگ صاحبان سرخپوستش خارج و آن را ضمیمه امپراتوری اسپانیا نمود.
این کشور از سال ۱۵۲۴ تحت حکومت اسپانیایی‌ها قرار داشت و مرکز اداری مستعمرات اسپانیا در آمریکای مرکزی بود.
در سال ۱۸۲۱ اعلام استقلال کرد ولی این کشور از ۱۸۲۱ تا ۱۸۲۲ بخشی از مکزیک و از ۱۸۲۳ تا ۱۸۳۹ بخشی از اتحادیه‌ای بنام اتحادیه ایالات آمریکای مرکزی بود.
در ۱۸۳۹ این اتحادیه نیز بهم خورد و گواتمالا سرانجام در آن سال به جمهوری تبدیل گردید. سرنوشت گواتمالا ازین تاریخ تا ۱۸۴۴ کلا در دست نظامیان بود.
در ۱۸۷۱ نظامیان اعمال نفوذ کلیسا را در کارهای کشور از میان بردند. در ۱۹۳۱ به فرمان معاون رئیس‌جمهور وقت گواتمالا دماتینز حدود بیست هزار نفر از سرخپوستان قتل‌عام شدند. دون خوزه اوپیکو در ۱۹۳۴ حکومت جابرانه دیکتاتوری خود را آغاز نمود اما در ۲۴ ژوئن ۱۹۴۴ بر اثر فشار نظامیان حکومت را به یک شورای سه نفره داد این شورا نیز در بیستم اکتبر سرنگون گردید. در انتخابات ۱۹۴۴ خوان خوزه آره والو با بیش از ۸۴ درصد آراء بریاست جمهوری رسید. این رئیس‌جمهور طی ۶ سال حکومت با ۲۸ کودتا روبرو شد. والو اصلاحاتی چند از جمله: قانون اصلاحات ارضی را به مرحله اجرا درآورد.
در ۱۹۵۰ سرهنگ جاکوبو آربنز به ریاست جمهوری رسید کشور را که بر اثر نظام فئودالی و جدا کردن سرخپوستان از جامعه دستخوش نابسامانی شده بود تا حدی از آشفتگی اقتصادی نجات داد. اصلاحات مورد لزوم گواتمالا چندان مورد پسند ایالات متحده نبود و آن را خطری برای خود و نفوذ کمونیست‌ها درین سرزمین می‌پنداشت. در ماه مه ۱۹۵۳ به‌موجب قانونی که از تصویب کنگره گواتمالا گذشت مالکیت کشتزارهایی که در آن نیشکر کشت نمی‌شد سلب و میان دهقانان بی‌زمین تقسیم و زمین در گرو دولت فرار گرفت. دیری نگذشت که زمین هائی که متعلق به چند شرکت آمریکایی بود مشمول سلب قانون مالکیت گشت و ایالات متحده ازین اقدامات در خشم و منتظر انجام کودتایی شد و عده‌ای از نظامیان تبعیدی گواتمالایی که در هندوراس دوره آموزشی حمله می‌دیدند در ۱۹۵۴ به گواتمالا حمله و طی کودتای ۱۹۵۴ گواتمالا حکومت قانونی را سرنگون کردند؛ و سرهنگ کارلوس کاستیلو آرماس قدرت را در دست گرفت.
در ۲۳ ژوئن ۱۹۵۷ آرماس در کاخ ریاست جمهوری کشته و به جایش رئیس مجلس خولیوس گونزالس مأمور اداره کشور گردید. در ۱۹۵۸ با انجام یک انتخابات ایدیگوراس فوئنتس بریاست جمهوری انتخاب گشت. در ۱۹۶۲ شورش‌ها و اعتصاباتی در کشور پدید آمد و چون انتخابات ریاست جمهوری در ۱۹۶۳ در موعد مقرر صورت نگرفت نظامیان فوئنتس را بر کنار کردند در ۱۹۶۴ کودتایی نظامی انجام شد. در ۱۹۶۵ قانون اساسی جدید برای اجرا اعلام گردید. در ۱۹۶۶ خولیوس سزار مندس مونتنگرو در انتخابات بریاست جمهور برگزیده شد. در ۱۹۷۴ ژنرال لائوگرود به مقام ریاست جمهوری دست یافت. در ۱۹۷۸ ژنرال رمئولوکاس گارسیا مقام ریاست جمهوری را به‌دست‌آورد؛ و با دیکتاتوری وحشتناکی به حکومت خود ادامه داد در انتخابات مارس ۱۹۸۲ ژنرال «هانیبال گوائوارا» بریاست جمهوری و بقیه نامزدها بازداشت شدند و در همین ماه بود که کودتای نظامی برهبری ژنرال مونته گوائورا را سرنگون و خود صاحب اختیار کشور گشت. مجلس را منحل قانون اساسی را معلق کرد.

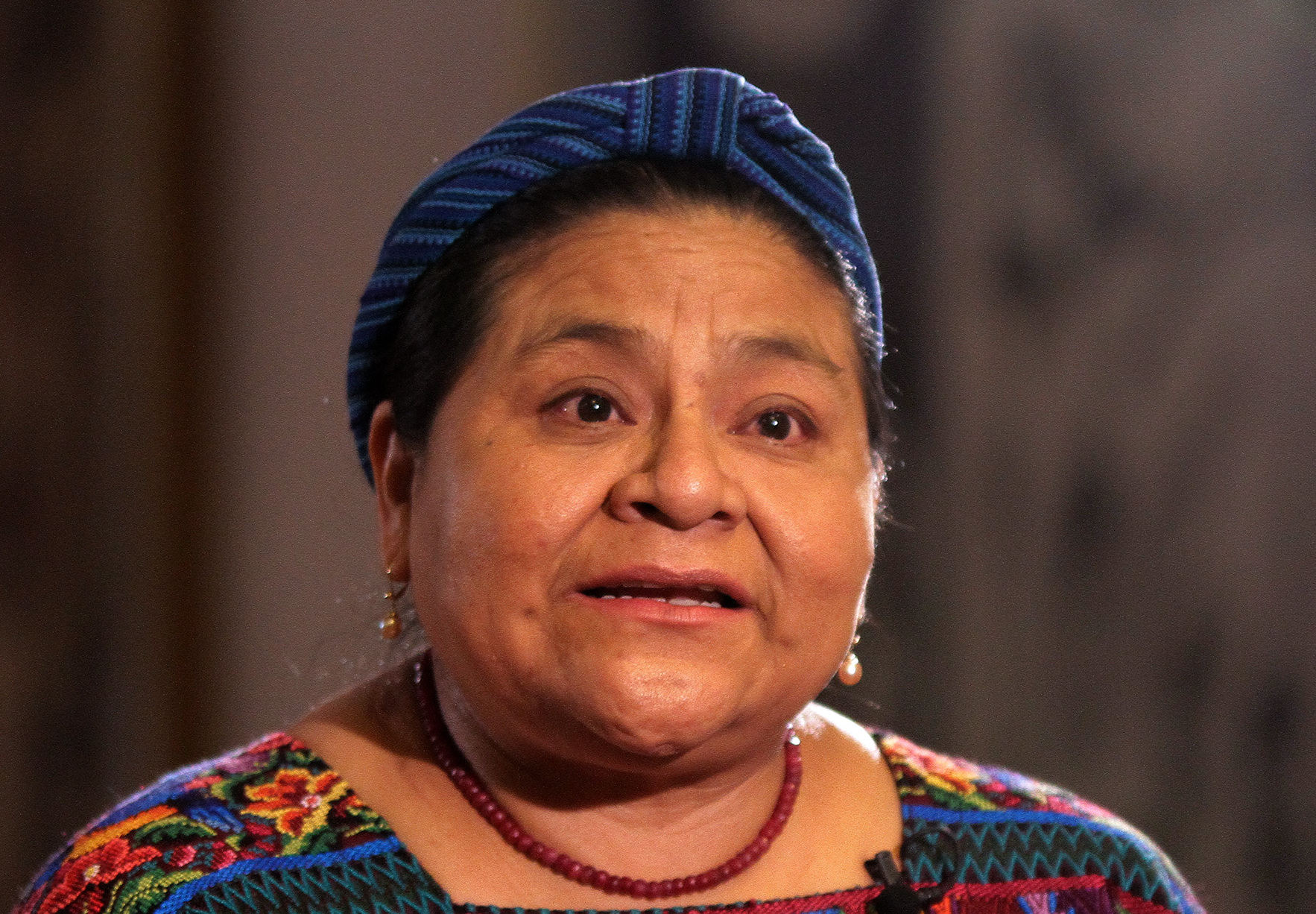
ریگوبرتا منچو، سیاست‌مدار و نویسنده اهل گواتمالا و برنده جایزه صلح نوبل در سال ۱۹۹۲ میلادی

در طی حدود ۳۰ سال، جناح چپ سرکوب شد و این امر منجر به ظهور ارتش‌های چریکی گردید. هزاران نفر از مخالفان کشته یا ناپدید شدند.
افراین ریوس مونت که در سال ۱۹۸۲ طی کودتایی در گواتمالا به قدرت رسید، به کشتار جمعی افراد قبیلهٔ «مایا» در این کشور دست زد. بیش از ۱۷۰۰ مورد قتل، اقدام به تجاوز جنسی و جرائم دیگر از جمله موارد اتهام طرح شده علیه او هستند. در ۱۹۸۶ حکومت غیرنظامی بار دیگر برقرار شد، ولی پس از ناآرامی فزاینده، در ۱۹۹۳ نظامیان قدرت را در دست گرفتند.
رهبران سیاسی گواتمالا اذعان داشتند که ارتش گواتمالا طراح و پاسدار اصلی پروژه دموکراتیک شدن در این کشور بود. نظامیان ارشد گواتمالا نه تنها با رغبت از قدرت گذشتند بلکه دو بار هم در سال‌های ۱۹۸۸ و ۱۹۸۹ در برابر کودتای نیروهای ضد دموکراسی در این کشور ایستادگی کردند.

### نسل‌کشی گواتمالا
بر پایه تحقیقات یک کمیسیون حقیقت‌یاب ریشه جنگ داخلی گواتمالا فرهنگ نژادپرستی حاکمان اسپانیایی‌تبار و سفیدپوست این کشور بود.
نیروهای دولتی در جریان جنگ داخلی و به ویژه بین سال‌های ۱۹۷۸ تا ۱۹۸۵ میلادی اقدام به ۶۲۹ فقره قتل‌عام بومیان قوم مایا و نیز دورگه‌ها کرده بودند.
در نسل‌کشی گواتمالا، که به هلوکاست خاموش این کشور نیز مشهور است، ۲۰۰ هزار نفر توسط نیروهای دولتی به قتل رسیدند که ۸۳ درصد آن‌ها از قوم مایا و ۱۷ درصد آن‌ها دورگه‌ها بودند.
بخش اعظم قربانیان را غیرنظامیان از جمله روستاییان، کارگران، پیشه‌وران و دانشجویان تشکیل می‌دادند. در این جنگ داخلی یک میلیون نفر در داخل گواتمالا کشور کوچک آمریکای لاتین آواره شده و بیش از ۲۰۰ هزار نفر به کشورهای دیگر پناهنده شده و ۱۰۰ هزار نفر دیگر نیز ناپدید شدند..
به این ترتیب، در روز ۲۹ دسامبر سال ۱۹۹۶ میلادی دولت گواتمالا و چریک‌های اتحاد انقلابی ملی گواتمالا یک توافق برای یک صلح واقعی و نهایی را امضا کردند. این توافق رسماً به ۳۶ سال جنگ داخلی مرگبار گواتمالا پایان بخشید.
تنها پس از این توافق صلح بود که دولت گواتمالا خصوصیت چندقومی و چندزبانی را در این کشور به رسمیت شناخت و فرهنگ نژادپرستی به یادگار مانده از دوران استعماری خاتمه یافت.
مستشاران نظامی آمریکایی و سازمان سیا در زمان جنگ داخلی گواتمالا به دولت این کشور کمک می‌کردند. در مارس ۱۹۹۹ رئیس‌جمهور بیل کلینتون در بازدید از گواتمالا سیاست دولت خود را در قبال این کشور یک اشتباه دانست و آن را مورد انتقاد قرار داد.

## جغرافیا

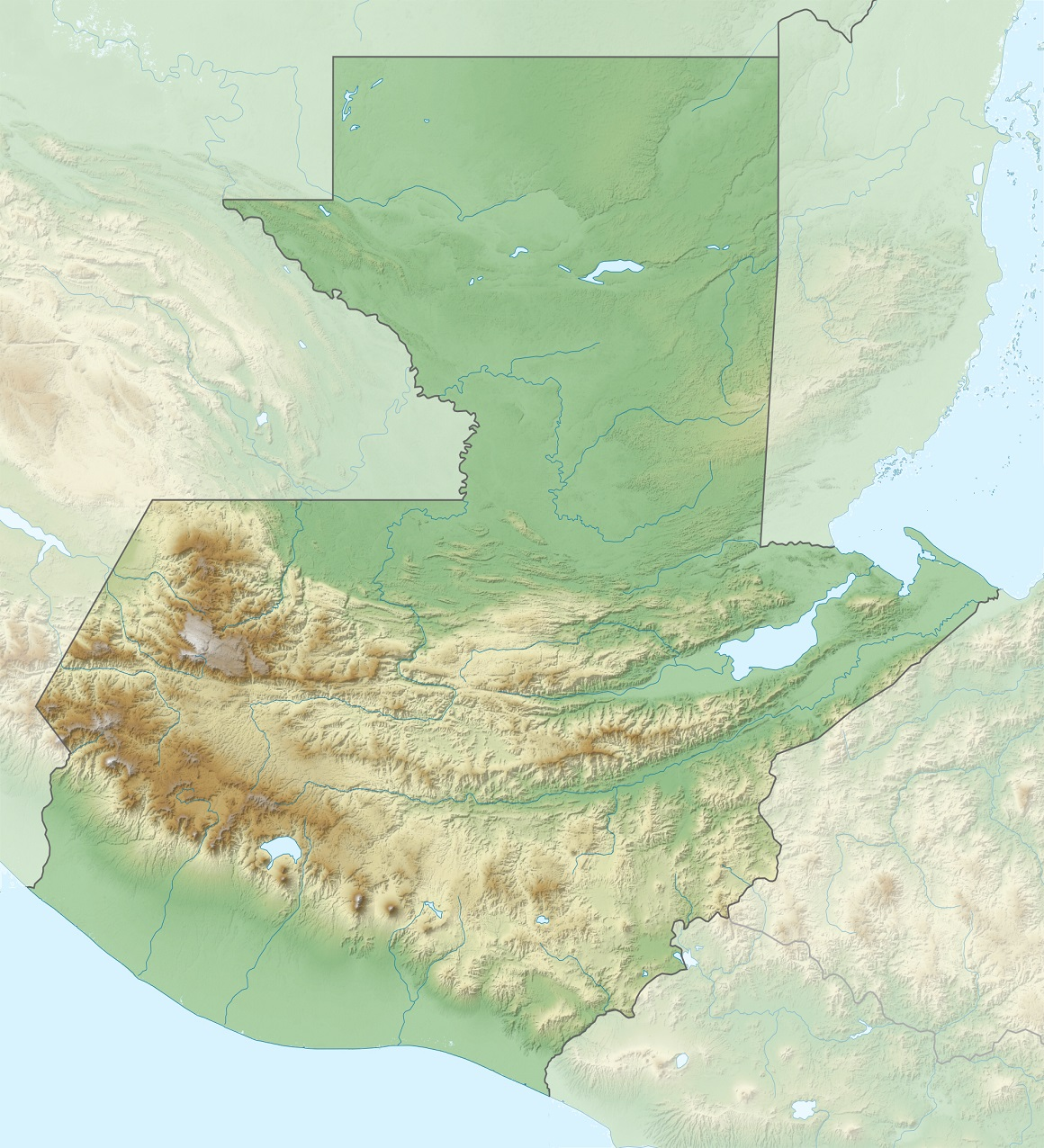
توپوگرافی گواتمالا.

مساحت کشور گواتمالا ۱۰۸٬۸۸۹ کیلومتر مربع است و مساحتی تقریباً کمی بیش از استان اصفهان (۱۰۴۶۵۰ کم) دارد. کشور گواتمالا در شمالی‌ترین بخش آمریکای مرکزی است که در همسایگی مکزیک در شمال و غرب و «بلیز» در شمال شرقی، هندوراس در مشرق و السالوادور در جنوب شرقی، قرار گرفته و گواتمالا مشتمل بر دو ناحیه عمده است: زمین‌های بلند سرد یا بیشترین جمعیت، و منطقه گرمسیری در طول ساحل اقیانوس آرام و دریای کارائیب. رشته کوه مهم آن بلندترین کوه آمریکای مرکزی است.
گواتمالا، سرزمین جنگل‌های انبوه، آتشفشانها و صحراهای خشک و دریاچه‌های زیباست. زمین‌های پست سواحل اقیانوس آرام و اطلس در گواتمالا با وجود رشته‌کوهی از هم جداست. این کشور پنجاه مایل خط ساحلی در دریای کارائیب و دویست مایل خط ساحلی بر کرانه اقیانوس آرام و ۳۰ کوه آتشفشانی دارد که هشت کوه آن آتشفشان فعال است. در سال ۱۹۷۶ زمین لرزه پایتخت و دیگر شهرها و روستاها را ویران کرد و ۲۳۰۰۰ نفر کشته شدند.
رودهای مهم این کشور اوسوماسینتا، موتاگوا و بلندترین نقطه آن تافومولکو با ۴۲۲۰ متر ارتفاع است. آب و هوای گواتمالا جلگه‌ای ساحلی و استوایی است ولی در مناطق کوهستانی معتدل‌تر است.
کاخ ملی در گواتمالاسیتی، ویرانه‌های مایاها در تایکال یوآکساکتوم پیدراس، نگراس، زاکیولئو، و ویرانه‌های اسپانیایی‌ها در آنتی گوا از دیدنی‌های این کشور است.

## تقسیمات کشوری
کشور گواتمالا به ۲۲ استان به نام‌های زیر بخش شده است:

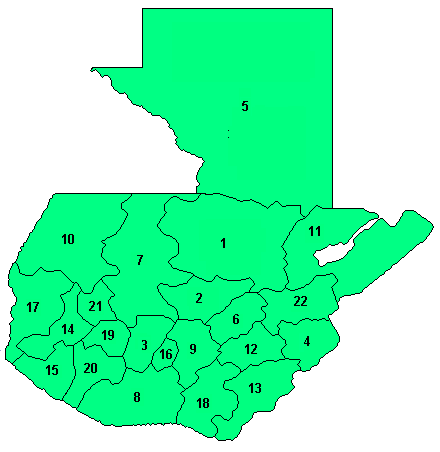

1. آلتا وراپاز
2. باخا وراپاز
3. چیمالتِنانگو
4. چیکوئیمولا
5. اِل پـِتـِن
6. اِل پـِروگرسو
7. ال کوئیچه
8. اسکوئینتلا
9. گواتمالا
10. هوئه‌هوئه‌تنانگو
11. ایزابال
12. خالاپا
13. خوتیاپا
14. کوئتزال‌تنانگو
15. رتالهولئو
16. ساکاتـِپـِکوئز
17. سان مارکوس
18. استان سانتا روسا (گواتمالا)
19. سولولا
20. سوچیتـِپـِکوئز
21. توتونیکاپان
22. زاکاپا

## سیاست

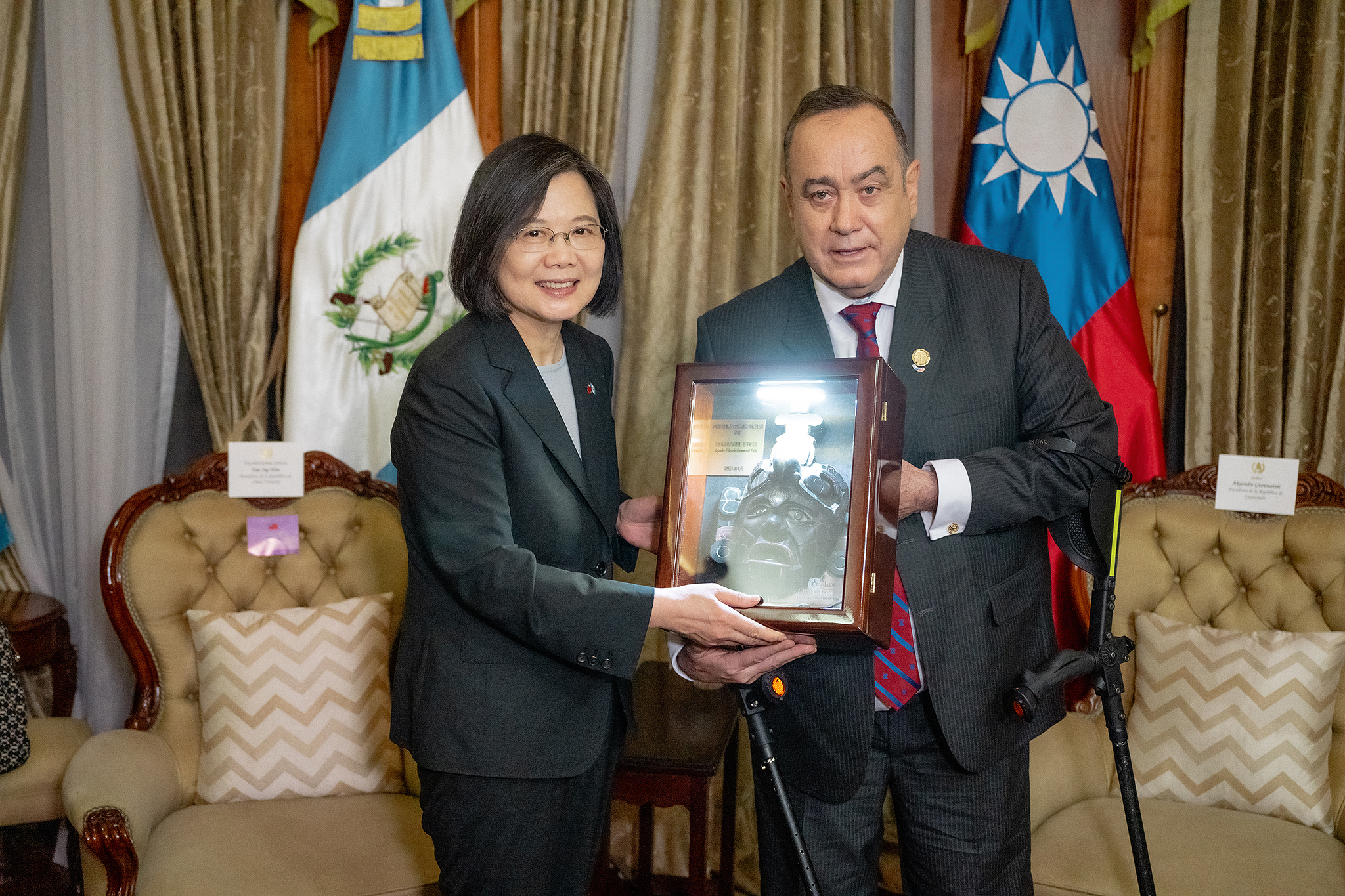
آلخاندرو جیاماتی رئیس‌جمهور گواتمالا و تسای اینگ-ون رئیس‌جمهور جمهوری چین - گواتمالا جزو کشورهایی است که تنها جمهوری چین را به رسمیت می‌شناسند و با جمهوری خلق چین هیچ رابطه دیپلماتیکی ندارد.

رئیس‌جمهور در این کشور حکومت و رئیس دولت است. او با رأی مردم برای دوره‌ای چهار ساله انتخاب می‌شود.
مجلس قانونگذاری این کشور ۱۵۸ کرسی دارد که نمایندگانش با رأی مردم برای دوره‌ای چهار ساله انتخاب می‌شوند.
در انتخابات ۷ مارس ۱۹۸۲ ژنرال هانیبال گوئارا از طرف حزب حاکم با برگزاری انتخابات بریاست جمهوری اعلام کرد. اما در ۲۳ مارس جنرال ریوس مونت کودتا و خود را رئیس‌جمهور اعلام کرد. در کودتای هشتم اوت ۱۹۸۳ ژنرال اوسکارمجیا ویکتورز قدرت را در دست گرفت.
اتو پرز مولینا، ژنرال پیشین ارتش گواتمالا در انتخابات ریاست جمهوری نوامبر سال ۲۰۱۱ به پیروزی رسید و وعده داده که با جرایم سازمان‌یافته و خشونت‌آمیز و قاچاق مواد مخدر برخورد قاطعی خواهد داشت. او نخستین نظامی است که پس از گذر گواتمالا به دموکراسی در سال ۱۹۸۶ به این سمت دست می‌یابد.

## اقتصاد

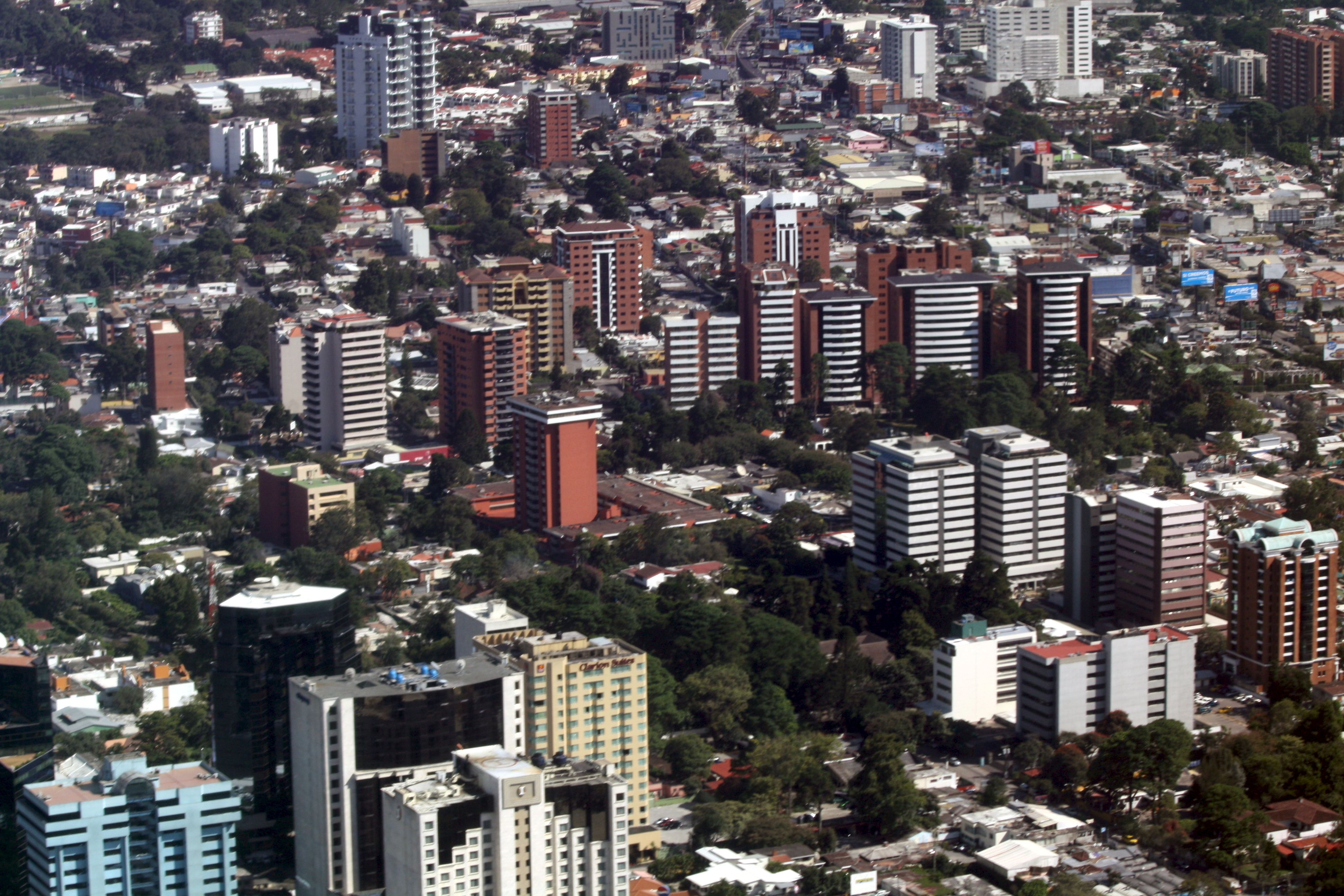
گواتمالاسیتی، منطقه ۱۰ شهری.

واحد پول این کشور کوئتزال و محصولات صادراتی آن قهوه، شکر و موز است.
مایاها اولین کسانی بودند که شکلات را اختراع کردند. قهوه، موز و شکر از بزرگ‌ترین صادرات گواتمالا هستند. گواتمالا یکی از بزرگ‌ترین تولیدکنندگان یشم در جهان است و ذخایری از این سنگ در امتداد رودخانه موتاگوا وجود دارد.
اقتصاد این سرزمین بیشتر به کشاورزی، تولید قهوه متکی است که نصف صادرات کشور را تشکیل می‌دهد. موز، پنبه و شکر نیز سهمی عمده در درآمد ملی و صادرات آن دارد.
نیروی کار در کشاورزی ۵۳ درصد و محصولات عمده آن: ذرت، لوبیا، قهوه، پنبه، گاو، شکر، موز، روغن‌های مخصوص، الوار است. نیروی کار در صنعت ۱۲ درصد و تولیدات عمده آن: غذاها، پارچه، مصالح ساختمانی، لاستیک، دارو. منابع طبیعی: نیکل، الوار، و میگو است. صادرات این کشور: قهوه، پنبه، شکر، گوشت، موز و واردات آن: تولیدات لوازم زندگی، ماشین آلات، وسائل حمل و نقل، مواد شیمیائی، و سوخت است.
طرف‌های عمده داد و ستد: ایالات متحده، ملل آمریکای مرکزی، آلمان، ژاپن، و ونزوئلا هستند.
ایالات متحده بزرگ‌ترین شریک تجاری گواتمالاست و یک‌سوم واردات و ۴۰ درصد از صادرات گواتمالا به این کشور مربوط می‌شود. السالوادور و هندوراس بهترین دوستان گواتمالا به‌شمار می‌روند.

## مردم

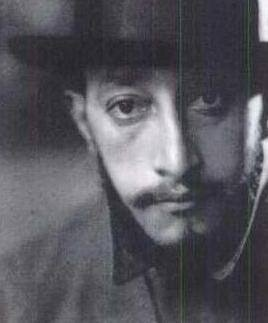
میگل آستوریاس شاعر و نویسنده گواتمالائی برنده جایزه نوبل ادبیات

۵۰ تا ۶۰ درصد مردم گواتمالا کاتولیک و ۴۰ درصد پروتستان هستند. کمتر از یک درصد نیز پیرو سایر ادیان هستند.
بیش از نیمی از مردم این کشور، سرخ‌پوستان مایا هستند.